# 青柳大橋
青柳大橋（あおやぎおおはし）は、岐阜県美濃加茂市の飛騨川に架かる橋である。
現在の橋は3代目。初代と2代目の橋名は青柳橋であり、その名は下流の橋に継承された。

## 概要
上古井村森山と下米田村西脇を結ぶ渡船は1881年(明治14年)までは一人8厘の渡船料をとって輸送されていたが、両岸とも断崖になっていて人馬や貨物の輸送に不便をきたしていた。
1884年（明治17年）から1885年（明治18年）にかけて上古井から下古井までの道路改修が行われ、荷車での輸送が増えるに従って架橋の必要性が説かれるようになり、1891年（明治24年）に全長32.0 m、幅2.0 mの木橋が架橋された。この近辺で最も早い架橋であった。
1927年（昭和2年）に鉄橋に架け直されるまで35年にわたって両岸を結ぶ唯一の木橋として賑わった。兼山・八百津との往来や小山観音への参詣者が増え、森山側では道に沿って商店が立ち並ぶようになったという。
また、橋の形状が「虹の架け橋」として称賛された。

### 青柳橋（3代目）の諸元
- 供用：1997年（平成9年）
- 延長：188.0 m （支間長141 m）
- 幅：12.0 m （一部15.0 m）
- 橋の種類：鉄筋コンクリート固定アーチ橋

アーチスパンは76.4 m
- 区間：岐阜県美濃加市下米田町西脇 - 美濃加茂市森山町

一部加茂郡川辺町にかかる

## 沿革
- 1891年（明治24年）：加茂郡上古井村（当時）と下米田村（当時）の間に青柳橋（初代）が開通する。木製の吊り橋であった。
- 1927年（昭和2年）：老朽化により青柳橋（2代目）に架け替えられる。延長71.78 m、幅3.66 mの鋼鉄製の上路2ヒンジブレースドリブアーチ橋であった。
- 1997年（平成9年）：2代目青柳橋のすぐ上流側に青柳大橋が開通する。

## その他
- 青柳橋（2代目）の跡地には、青柳橋（2代目）の鉄骨の一部と親柱が保存されている。そこの掲示板には初代、2代目、3代目（＝青柳大橋）の青柳橋の写真や説明文が掲示してある。
- 青柳橋（初代）の一部（木材の切れ端）は、みのかも文化の森美濃加茂市民ミュージアムに保存されている。

## 隣の橋
（下流）【木曽川合流点】 - かんのん橋 - 青柳橋 - 青柳大橋 - 飛騨川大橋（東海環状自動車道） - 川辺ダム - 山川橋 - 新山川橋 - 川辺大橋  （上流）